# 中和駅 (ソウル特別市)
中和駅（チュンファえき）は大韓民国ソウル特別市中浪区中和洞にある、ソウル交通公社7号線の駅。駅番号は719。

## 駅構造
相対式ホーム2面2線を有する地下駅で、フルスクリーンタイプのホームドアが設置されている。改札階は地下1階、ホーム階が地下3階にあり、エレベータが設置されている。ただし、下り方面ホームにあるエレベータは地下2階までしか行かず、地下2階で改札階 - 上りホーム間のエレベータに乗り換える必要がある。改札口は1ヶ所あり、化粧室は改札外にある。
出入口は1番から4番までの合計4ヶ所ある。

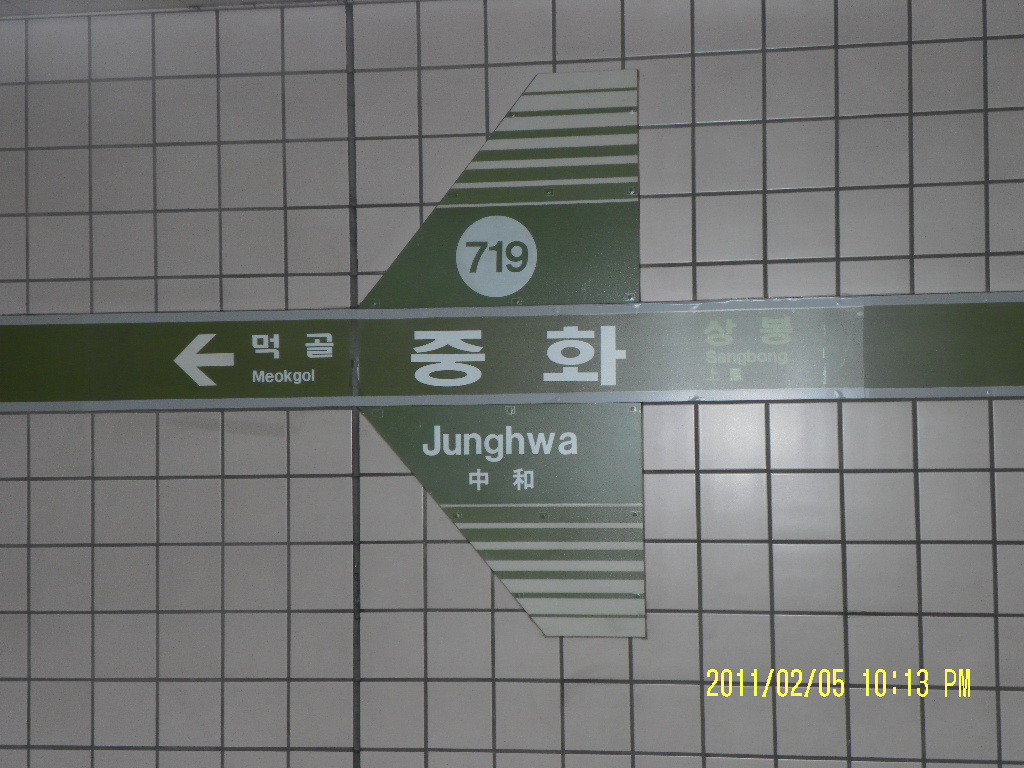
駅名標
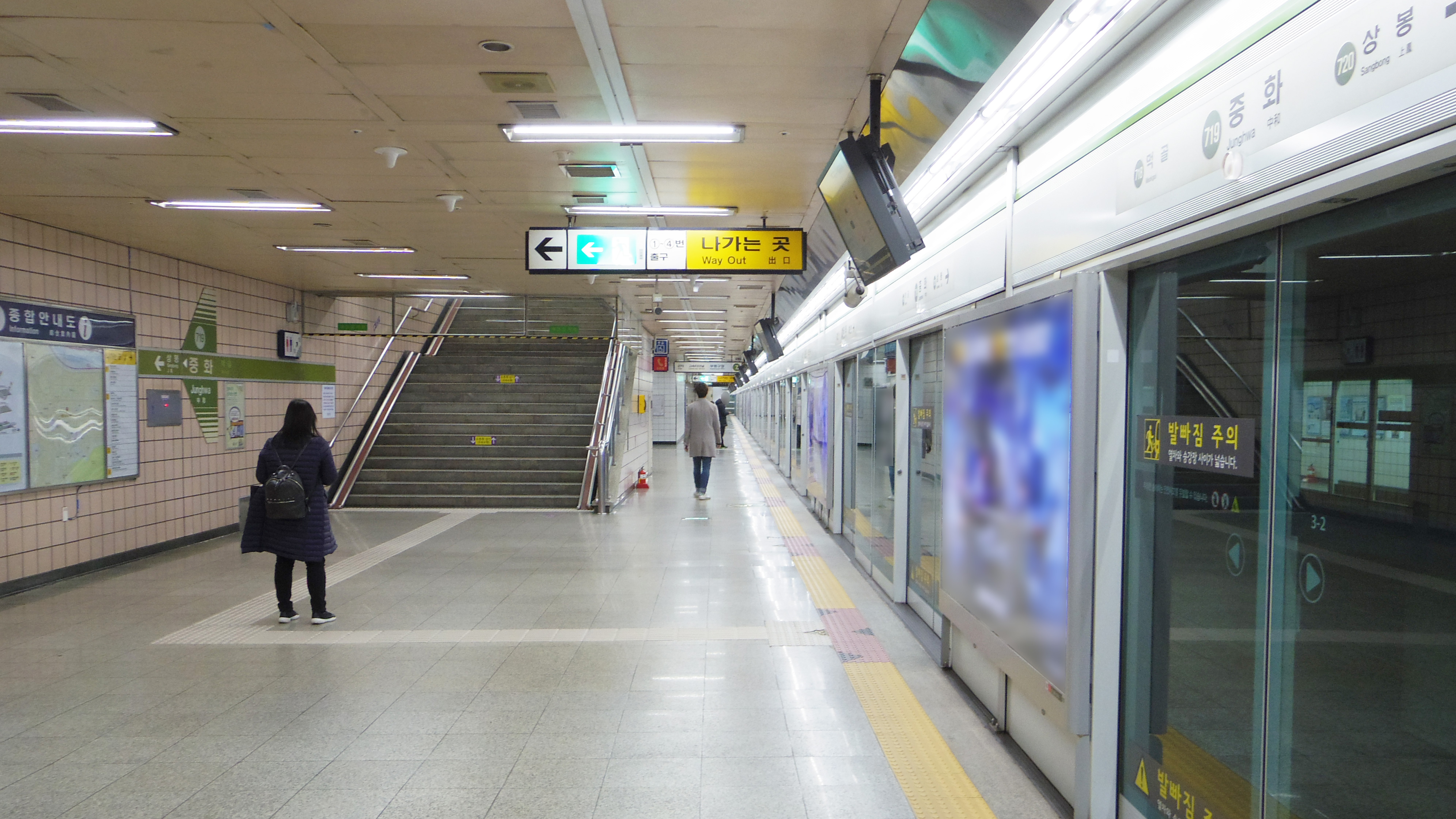
ホーム(2018年11月)

### のりば
- 案内上ののりば番号は設定されていない。

| 上り | 7号線 | 泰陵入口・蘆原・道峰山・長岩方面     |
| 下り | 7号線 | 君子・高速ターミナル・大林・温水方面 |

## 利用状況
近年の一日平均利用人員推移は下記のとおり。
| 路線  | 路線     | 2000年 | 2001年 | 2002年 | 2003年 | 2004年 | 2005年 | 2006年 | 2007年 | 2008年 | 2009年 | 出典  |
| ----- | -------- | ------ | ------ | ------ | ------ | ------ | ------ | ------ | ------ | ------ | ------ | ----- |
| 7号線 | 乗車人員 | 10,458 | 12,760 | 13,242 | 13,623 | 13,713 | 13,954 | 13,622 | 13,442 | 13,495 | 13,347 | [ 1 ] |
| 7号線 | 降車人員 | 9,722  | 11,691 | 12,227 | 12,605 | 12,540 | 12,766 | 12,423 | 12,230 | 12,263 | 12,348 | [ 1 ] |
| 7号線 | 乗降人員 | 20,180 | 24,450 | 25,468 | 26,228 | 26,253 | 26,720 | 26,045 | 25,672 | 25,758 | 25,695 | [ 1 ] |
| 路線  | 路線     | 2010年 | 2011年 | 2012年 | 2013年 | 2014年 | 2015年 |        |        |        |        | [ 1 ] |
| 7号線 | 乗車人員 | 13,567 | 13,485 | 13,075 | 12,885 | 12,505 | 12,133 |        |        |        |        | [ 1 ] |
| 7号線 | 降車人員 | 12,630 | 12,553 | 12,273 | 12,116 | 11,833 | 11,470 |        |        |        |        | [ 1 ] |
| 7号線 | 乗降人員 | 26,197 | 26,037 | 25,348 | 25,002 | 24,338 | 23,603 |        |        |        |        | [ 1 ] |

## 駅周辺
- 烽火山
- 中和水景公園
- 中和1洞住民センター
- 中和2洞住民センター
- 中和高等学校
- 中浪中学校
- 長安中学校
- 墨洞初等学校
- 中興初等学校

## 歴史
- 1996年10月11日 - 開業。

## 隣の駅
ソウル交通公社
 7号線
モッコル駅 (718) - 中和駅 (719) - 上鳳駅 (720)